# Ferdinand Hellmesberger
Ferdinand Hellmesberger (24 de janeiro de 1863 - 15 de março de 1940) foi um violoncelista e maestro austríaco.

## Biografia
Ele nasceu em Viena, filho de Josef Hellmesberger, Pai e irmão de Josef Hellmesberger Jr. Ele estudou no Conservatório de Viena, com Karl Udel (cello) e Anton Bruckner (teoria musical). Ele foi um membro da Vienna Hofburgkapelle de 1879.
Em 1883 ele tornou-se um membro do Quarteto Hellmesberger. Em 1884, aos vinte e um anos de idade, ele tornou-se professor do Conservatório de Viena e em 1889 ele tornou-se mestre, permanecendo até 1902. 
Em 1896 ele foi violoncelista da Ópera da Corte de Viena. Em 1902 ele tornou-se kapellmeister da Ópera Estatal de Viena, sob Carl Rainer Simons. Em 1905 ele tornou-se maestro do balé, em Königlichen
Ele foi o último de sua família a tocar em Viena. Entre seus alunos estavam Franz Schmidt.